# Gompholobium simplicifolium
Gompholobium simplicifolium là một loài thực vật có hoa trong họ Đậu. Loài này được (F.Muell. & Tate) Crisp miêu tả khoa học đầu tiên.